# De zegepraalende Vecht

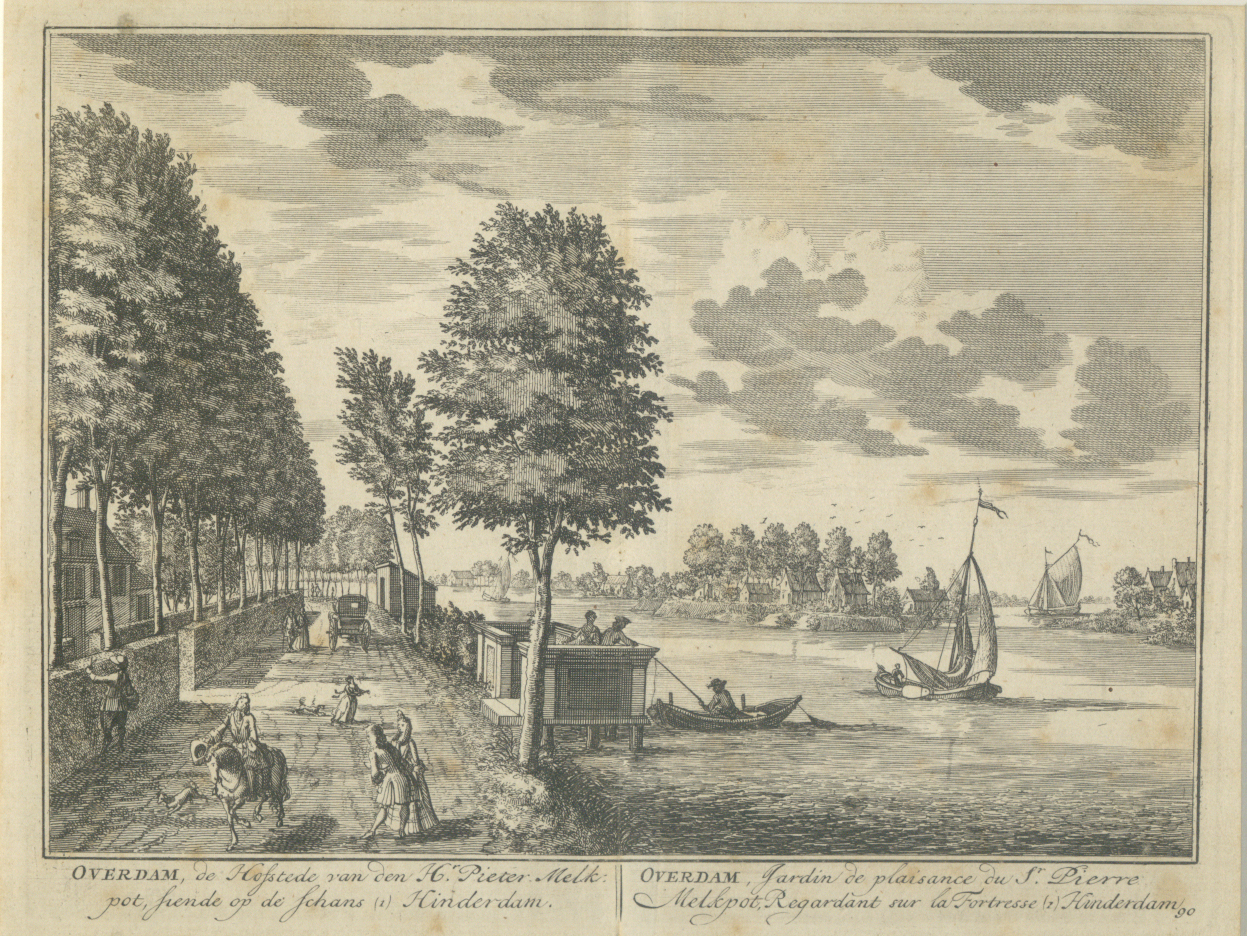
Gravure met een waterbank aan de Vechtoever bij Fort bij Hinderdam.

De zegepraalende Vecht, vertoonende verscheidene Gesichten van Lustplaatsen, Heeren huysen en dorpen, Beginnende van Uitrecht en met Muyden besluytende is een boekwerk dat in 1719 door de Amsterdamse uitgever en boekhandelaar Andries de Leth werd uitgegeven. Het bevat vele tientallen gravures vervaardigd door Daniel Stoopendaal met daarop onder meer buitenplaatsen langs de Utrechtse Vecht. De Leth, Claas Bruin en Jan de Regt zorgden voor tekst zoals gedichten.
Het boekwerk werd goed verkocht en beleefde meerdere herdrukken. In 1790 was er een heruitgave onder de titel De Vechtstroom, van Utrecht tot Muyden verheerlijkt. Een heruitgave in 1807 vond plaats in het verzamelwerk Hollandsche Arkadia. In de tweede helft van de 20e eeuw volgde nog minstens tweemaal een heruitgave. Stoopendaals gravures kenden veel navolging en kopieën.